# Asagodu, Koppa
Asagodu là một làng thuộc tehsil Koppa, huyện Chikmagalur, bang Karnataka, Ấn Độ.